# Kukle (národní přírodní památka)
Kukle je národní přírodní památka, která se nachází v katastrálním území Boleradice, přibližně dva kilometry západně od stejnojmenné obce. Průměrná nadmořská výška je 400 metrů. Chráněné území se nachází v Boleradické vrchovině, která je součástí Ždánického lesa. Kukle je součástí evropsky významné lokality Natura 2000 Přední kout.
Předmětem ochrany jsou lesní porosty tvořené společenstvy panonských teplomilných doubrav na spraši a panonských dubohabřin; vzácné a ohrožené druhy rostlin, zejména populace druhů timoj trojlaločný (Laser trilobum) a violka bílá (Viola alba), včetně jejich biotopů.